# HD 38282
HD 38282(R144, BAT99-118, Brey 89)는 대마젤란 은하 내 타란툴라 성운에 있는 질량 큰 쌍성계이다. 계 구성원은 대기에 수소가 풍부한 볼프-레이에 별 쌍성이다. 이들은 분광 쌍성으로 자전 주기는 수 개월이다.
두 별 모두 젊고 무거우며, 발견된 항성 중 밝기로 최상위 반열에 든다. 공전 궤도는 확실히 분석되지 않아 발표된 질량은 추정 치일 뿐이다.

## 같이 보기
- 질량이 큰 항성 목록